# Puente de Ixtla
Puente de Ixtla és un municipi de l'estat de Morelos. Huitzilac és el cap de municipi i principal centre de població d'aquesta municipalitat. Aquest municipi és a la part nord-occidental de l'estat d'Morelos. Limita al nord el municipi de Miacatlan, al sud amb Estat de Guerrero, l'oest i a l'est amb l'estat de Mèxic.